# 三星Galaxy S8
Samsung Galaxy S8 和 Samsung Galaxy S8+ 是韓國三星電子于美国东部时间2017年3月29日在美国纽约市林肯中心首發的Android系統高階旗艦智能手機，是三星Galaxy S系列中的第八代，承繼三星Galaxy S7。三星於2017年世界流動通訊大會上宣佈將會於3月29日在紐約舉行S8及S8 plus發表會。 它是全球第一部使用HDR螢幕和 10 納米處理器的手機，而且與前代S7不同，S8及S8+均為雙曲面玻璃螢幕，不設平面螢幕版本。三星S8拥有谜夜黑、耀星银、烟晶灰、雾屿蓝和绮梦金五種配色。同期競爭對手為iPhone X、Sony Xperia XZ Premium、HTC U11+和华为P10。

## 上市及銷售
S8及S8+在全球部分地區上市僅一個月，銷量已超過500萬部，而韓國傳媒《朝鮮日報》指Galaxy S8系列的銷量已經超過1000萬部。2018年2月三星在世界流動通訊大會2018（MWC）上表示S8系列在2017年全年銷量已達到了3700萬。

### 韩国
韩国於4月7日起預售，4月18日率先發售。南韓由4月7日預售六日內，總計預售了達72萬支手機，超越Galaxy Note 7及Galaxy S7系列，而且更是超越了2016上半年的Galaxy S7的預購量，預購後十日，預售量更突破一百萬台，成為了韓國史上預售量最多的一款手機。至六月底，S8系列在韓國已經售出130萬部，S8成為三星在韓國史上最暢銷的手機。

### 美國
美國於3月30日起開始接受預訂，4月21日上市。同月25日，三星電子美國分支營運總監Tim Baxter表示，Galaxy S8與Galaxy S8+在美國預訂量，較上年推出Galaxy S7時多出三成，是三星在美國有紀錄以來手機預訂量最佳成績。

### 台灣
台灣於4月10日發布，4月17日開放預售，5月1日正式上市。預售不久，台灣三星公布，開賣1.5小時內預購已達兩萬台，平均每分鐘賣出222台，Galaxy S8+ 約佔 65%；顏色方面，「薰紫灰」約佔70%。相較去年Note 7預購狀況，S8 系列的預購速度快了近16倍，S8及S8+成為S系列在台灣有史以來銷售速度最快的機型。

### 香港
香港於4月26日發布，官方5月10日才預購，但早於4月底已有不少電器連鎖店可供預訂，5月25日才正式上市。

### 中国大陆
受中国大陆地区本土品牌手机和其他国家和地区版本的冲击，中国大陆的销售状况較差。

## 特色

### 機身
正背雙曲面玻璃，螢幕四方的圓角設計，背面指紋解鎖，左右無邊框設計。

### 相機
後置鏡頭為1200萬像素，前置鏡頭由上一代的500萬像素升級至今代的800萬像素，更加入PDAF相位自動對焦。
如同其他三星新手機(被強制更新至Android 6.0後的舊型號三星手機亦然)，用户想要即席檢視剛拍攝的照片，當按下「照片預览」後，除了相機所拍而來的照片外，連螢幕擷取以至內存中任何一個資料夾(包括下載、從任何即時通訊軟件收到的圖檔，以及任何自定資料夾)，即手機內存所有圖像和影像檔案均會在「相機照片預览」按圖像建立時間而被一一羅列，但此「新功能」不能關掉。相對於舊設計以至其他品牌的安卓手機和功能手機，三星如此改動相機預览功能完全顛覆用戶既有使用習慣，反而為用戶造成不必要的不便和尴尬(如公事上使用手機拍照，檢閱時顯出私人照片和視頻)。

### 螢幕
SAMSUNG Galaxy S8 採用 5.8 吋萤幕，提供 Always-On Display 技术，还荣获 UHD 联盟认证的 MOBILE HDR PREMIUM，可真实呈现製片者理想中的鲜豔色彩及对比，让观赏者尽情享受最喜爱的节目。此外，透过生动出色的图像技术，及网罗最热门游戏的 Game Pack，其中包含 Vulkan API 所支援的特定游戏，为玩家带来另一层次的游戏体验。
Galaxy S8螢幕尺寸為5.8吋，Galaxy S8+螢幕尺寸為6.2吋，採用1440p解像度Super AMOLED螢幕，18.5:9螢幕顯示比例，螢幕佔比例超過83%。移除實體Home鍵，改為螢幕虛擬鍵，是三星首次以虛擬鍵取代功能鍵的手機，Home鍵具有壓力感應功能（3D Touch），螢幕四方的圓角設計。

### Bixby智慧助理
搭載Bixby智慧助理服務，機身左側新增Bixby快捷鍵，可快速開啓Bixby功能。

### 生物技術
新增面容辨析功能及三星Galaxy Note 7已有的虹膜辨識功能及指紋辨識，可以用作解鎖、保密資料，而安全性更高的虹膜辨識及指紋辨識更可用於交易，登入網站等。

### 連接
S8為3.5mm耳機孔，並利用USB Type-C作為充電及數據傳輸接口。S8可透過DeX連接屏幕、鍵盤，將S8變成一台桌面電腦。Galaxy S8的Samsung Connect就可以連接對應的各種智能家居及IoT產品，在手機操控電視、冷氣，或者檢視雪櫃裡面的食物存量。

### 效能
S8使用三星自家研發的最新處理器Exynos 8895（國際版）及高通Snapdragon 835（北美版）。

### 抗水防塵
S8為IP68防塵抗水，完全防塵，灰塵無法進入，完全防止接觸，並能浸入水中1.5米，並維持三十分鐘而運作正常。

### 其他
S8會附送一對AKG耳機。

## 顏色
顏色包括：
| 顏色  | 名稱     | 英語           | 容量       | 備註       |
| ----- | -------- | -------------- | ---------- | ---------- |
| 藍    | 冰湖藍   | Coral Blue     | 64GB/128GB |            |
| 黑    | 星夜黑   | Midnight Black | 64GB/128GB |            |
| 紫/灰 | 幻紫灰   | Orchid Gray    | 64GB/128GB |            |
| 銀    | 北極銀   | Arctic Silver  | 64GB/128GB |            |
| 金    | 楓木金   | Maple Gold     | 64GB/128GB |            |
| 粉紅  | 瑰蜜粉   | Rose Pink      | 64GB/128GB |            |
| 紅    | 勃艮第紅 | Burgundy Red   | 64GB       | 只限S8機型 |

## 外部連結
- Samsung 官方網站介紹（香港）（页面存档备份，存于）
- Samsung 官方網站介紹（台灣）（页面存档备份，存于）
- Samsung 官方網站介紹（中國）（页面存档备份，存于）
- Samsung Galaxy S8: Everything we know about Samsung's 2017 rebound phone, launching March 29（页面存档备份，存于）
- Samsung Galaxy S8與上代S7比較：8個讓你換機的理由（页面存档备份，存于）
- Samsung Galaxy S8 / S8 Plus 真機初步評測（页面存档备份，存于）

| 前任： Samsung Galaxy S7 Samsung Galaxy S7 Edge | Samsung Galaxy S8 Samsung Galaxy S8+ 2017 | 繼任： Samsung Galaxy S9 Samsung Galaxy S9+ |